# Пясеченски окръг
Пясеченски окръг (на полски: Powiat piaseczyński) е окръг в Централна Полша, Мазовско войводство. Заема площ от 621 км2. Административен център е град Пясечно.

## География
Окръгът се намира в историческата област Мазовия. Разположен е в централната част на войводството.

## Население
Населението на окръга възлиза на 168 935 души (2013). Гъстотата е 272 души/км2.

## Административно деление
Административно окръгът е разделен на 6 общини.
Градско-селски общини:
- Община Гура Калвария
- Община Констанчин-Йежьорна
- Община Пясечно
- Община Тарчин

Селски общини:
- Община Лешноволя
- Община Пражмов

## Фотогалерия
- Пясечно
- Гура Калвария
- Констанчин-Йежьорна
- Тарчин